# Egil Østenstad
Egil Johan Østenstad (ur. 2 stycznia 1972 w Haugesund) – piłkarz norweski grający na pozycji napastnika.

## Kariera klubowa
Østenstad urodził się w mieście Haugesund. Wychowywał się w lokalnym klubie o nazwie Torvastad IL, a w 1990 roku podjął treningi w Vikingu Stavanger i wtedy też zadebiutował w pierwszej lidze norweskiej. Rok później zaliczył 10 meczów i zdobył jednego gola, czym nieznacznie przyczynił się do wywalczenia mistrzostwa Norwegii. W kolejnych latach był już podstawowym zawodnikiem Vikinga i w sezonie 1992/1993 wystąpił w eliminacjach do Ligi Mistrzów. Zespół Vikinga był bliski odniesienia sukcesu, remisując w 1. rundzie u siebie z FC Barcelona 0:0, a na Camp Nou przegrywając 0:1. Natomiast w 1994 i 1996 roku Egil zostawał wicemistrzem Norwegii. W tym drugim przypadku został wicekrólem strzelców ligi z 23 golami.
3 października 1996 roku Østenstad podpisał kontrakt z angielskim Southampton F.C., który zapłacił za niego 800 tysięcy funtów. U menedżera Graeme’a Sounessa miał zastąpić w ataku Neila Shipperleya. W Premier League Norweg zadebiutował 13 października w zremisowanym 1:1 spotkaniu z Coventry City. Już 26 października w swoim trzecim spotkaniu zaliczył hat-tricka, a „Święci” pokonali Manchester United aż 6:3. W Southampton stworzył atak z Matthew Le Tissierem, a w swoim pierwszym sezonie zaliczł 9 trafień. W sezonie 1997/1998 partnerował mu Kevin Davies, ale to Egil wraz z Le Tissierem byli najlepszymi strzelcami Southampton z 11 golami (Østenstad 8 z nich zdobył w ostatnich 13 kolejkach). W sezonie 1998/1999 grał w ataku z Markiem Hughesem i zaliczył 7 bramek, które pomogły Southampton w utrzymaniu w lidze. Jednak po transferze Łotysza Mariansa Paharsa latem 1999 Norweg stracił miejsce w składzie „Świętych”.
18 sierpnia 1999 Østenstad został piłkarzem grającego w Division One Blackburn Rovers. Transfer odbył się na zasadzie wymiany za Kevina Daviesa. W nowej drużynie Egil swój pierwszy mecz zaliczył 21 sierpnia, a Rovers przegrali w nim 1:2 z Barnsley F.C. W lidze zdobył 8 goli, ale Blackburn nie zdołał powrócić do Premiership. W sezonie 2000/2001 był tylko rezerwowym dla pary Matt Jansen – David Dunn i został wypożyczony do Manchesteru City, ale tam także był tylko rezerwowym i zaliczył 4 spotkania ligowe. Międzyczasie Blackburn wrócił do Premiership, ale w kolejnych dwóch sezonach Østenstad zdobył tylko jednego gola w 21 rozegranych spotkaniach.
30 sierpnia 2003 roku Østenstad przeszedł na zasadzie wolnego transferu do szkockiego Rangers F.C. Tam grał przez jeden sezon i przegrywał rywalizację z takimi napastnikami jak Michael Mols, Szota Arweladze i Peter Løvenkrands. W drużynie prowadzonej przez Alexa McLeisha nie zdobył gola w żadnym z 11 rozegranych spotkań, a Rangers zostali wicemistrzem kraju. W połowie 2004 roku wrócił do Norwegii, do Vikinga. Pomógł mu w utrzymaniu w lidze, a w 2005 roku postanowił zakończyć piłkarską karierę.
| Sezon   | Klub             | Kraj     | Rozgrywki      | Mecze | Bramki |
| ------- | ---------------- | -------- | -------------- | ----- | ------ |
| 1990    | Viking FK        | Norwegia | Tippeligaen    | 10    | 1      |
| 1991    | Viking FK        | Norwegia | Tippeligaen    | 10    | 1      |
| 1992    | Viking FK        | Norwegia | Tippeligaen    | 20    | 1      |
| 1993    | Viking FK        | Norwegia | Tippeligaen    | 22    | 10     |
| 1994    | Viking FK        | Norwegia | Tippeligaen    | 21    | 6      |
| 1995    | Viking FK        | Norwegia | Tippeligaen    | 21    | 12     |
| 1996    | Viking FK        | Norwegia | Tippeligaen    | 24    | 23     |
| 1996/97 | Southampton F.C. | Anglia   | Premier League | 30    | 9      |
| 1997/98 | Southampton F.C. | Anglia   | Premier League | 29    | 11     |
| 1998/99 | Southampton F.C. | Anglia   | Premier League | 34    | 7      |
| 1999/00 | Southampton F.C. | Anglia   | Premier League | 3     | 1      |
| 1999/00 | Blackburn Rovers | Anglia   | Division One   | 28    | 8      |
| 2000/01 | Blackburn Rovers | Anglia   | Division One   | 13    | 2      |
| 2000/01 | Manchester City  | Anglia   | Premier League | 4     | 0      |
| 2001/02 | Blackburn Rovers | Anglia   | Premier League | 4     | 0      |
| 2002/03 | Blackburn Rovers | Anglia   | Premier League | 17    | 1      |
| 2003/04 | Rangers F.C.     | Szkocja  | Premier League | 11    | 0      |
| 2004    | Viking FK        | Norwegia | Tippeligaen    | 8     | 2      |
| 2005    | Viking FK        | Norwegia | Tippeligaen    | 25    | 14     |

## Kariera reprezentacyjna
W reprezentacji Norwegii Østenstad zadebiutował 1 sierpnia 1993 roku w wygranym 7:0 towarzyskim meczu z Wyspami Owczymi i w debiucie zdobył dwie bramki. W 1998 roku został powołany przez selekcjonera Egila Olsena na Mistrzostwa Świata we Francji, na których wystąpił jedynie w zremisowanym 1:1 spotkaniu z reprezentacją Szkocji. Ostatni mecz w kadrze rozegrał w 2005 roku przeciwko Szkocji (1:2), rozegrany w ramach eliminacji do Mistrzostw Świata w Niemczech. Ogółem w kadrze narodowej zagrał 18 razy i strzelił 6 goli.